# Фукусима Юнайтед
«Фукусима Юнайтед» (яп. 福島ユナイテッドFC, англ. Fukushima United F.C.) — японский футбольный клуб из города Фукусима, в настоящий момент выступает в Джей-лиге 3, третьем по силе дивизионе страны.

## История
Клуб играет в Японской футбольной лиге, начиная с сезона 2013 года. Сезон 2012 года стал одним из самых успешных в истории клуба, команда смогла выиграть чемпионат в Региональной лиге Тохоку, завоевав повышение в классе. Кроме того в розыгрыше Кубке императора «Фукусима Юнайтед» вышла в 1/8 финала, одолев в 1/16 финала клуб Первой Джей-лиги «Альбирекс Ниигата» со счётом 1-0.